# Okorvölgy
Okorvölgy (Duits: Ackerweg) is een plaats (község) en gemeente in het Hongaarse comitaat Baranya. Okorvölgy telt 94 inwoners (2001).